# فلافيو سانتوس
فلافيو سانتوس (بالإسبانية: Flavio Santos)‏ (3 يناير 1987 بولاية خاليسكو في المكسيك - ) هو لاعب كرة قدم مكسيكي في مركز الهجوم. شارك مع منتخب المكسيك تحت 17 سنة لكرة القدم ومنتخب المكسيك تحت 20 سنة لكرة القدم. أما مع النوادي، فقد لعب مع نادي تولوكا ونادي تونديلا.

## وصلات خارجية
- فلافيو سانتوس على موقع قاعدة بيانات كرة القدم.إي يو (الإنجليزية)
- فلافيو سانتوس على موقع Soccerway.com (الإنجليزية)
- فلافيو سانتوس على موقع AS.com (الإسبانية)